# Protitame matilda
Protitame matilda är en fjärilsart som beskrevs av Dyar 1904. Protitame matilda ingår i släktet Protitame och familjen mätare. Inga underarter finns listade i Catalogue of Life.